# Antibiblioteca

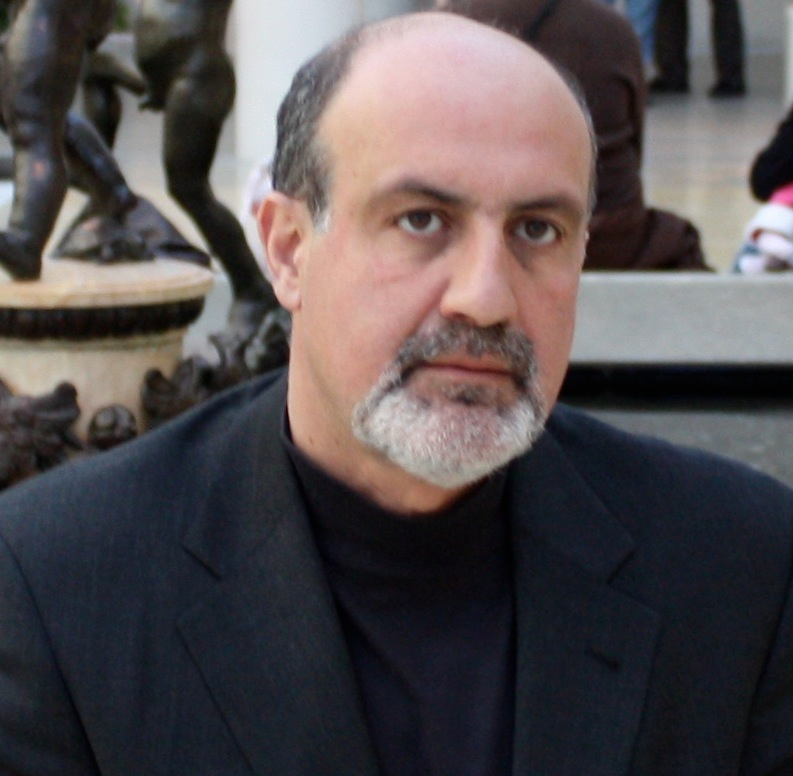
Nassim Nicholas Taleb va encunyar el terme antibiblioteca

Una antibiblioteca és una col·lecció de llibres que són propietat però que encara no s'han llegit. El terme antibiblioteca va ser encunyat per Nassim Nicholas Taleb, i el concepte que descriu s'ha comparat amb el tsundoku japonès.
El terme antibiblioteca va ser encunyat per Nassim Nicholas Taleb al seu llibre The Black Swan: The Impact of the Highly Improbable per descriure els llibres que moltes persones posseeixen, però que no han llegit. Taleb va argumentar que aquestes col·leccions de llibres fan que la gent sigui més humil i curiosa. Va basar el concepte en els llibres conservats per Umberto Eco, escrivint que Eco "separa els visitants en dues categories": els que lloen la mida de la seva biblioteca i els que reconeixen que una biblioteca és una eina per a la recerca. Taleb va descriure els llibres que s'han llegit com "molt menys valuosos que els no llegits", Taleb va afirmar que "com més coses saps, més grans són les files de llibres no llegits. Anomeno aquesta col·lecció de llibres no llegits una antibiblioteca." Taleb també es va referir a les persones interessades en les antibibliotecaries com a antiestudiosos.

## Anàlisi
El número de tardor de 2015 de HAU: Journal of Ethnographic Theory incloïa una nota de l'editor que afirmava que "un estudiós conscient del poder de la seva antibiblioteca no es preocupa de tractar el coneixement com una propietat per posseir o consumir; més aviat […] quant no ho saps, i com esbrinar aquesta informació quan la necessites". L'editor, Giovanni da Col, va afirmar, a més, que el menor cost de la publicació en accés obert "genera possibilitats més genuïnes d'una antibiblioteca oberta".
A The New York Times del 2018, Kevin Mims va comparar el concepte d'antibiblioteca de Taleb amb el terme japonès tsundoku, que també fa referència als llibres que s'han comprat però encara no llegit. Mims, a més, va afirmar que "gent com Taleb […] i qui va encunyar la paraula tsundoku sembla que només reconeixen dues categories de llibres: el llegit i el no llegit", assenyalant que molts llibres de referència no estan pensats per ser llegits en la seva totalitat, i afirmant que posseïa moltes biografies que no havia llegit del tot. Escrivint a Big Think el 2018, Kevin Dickinson va afirmar que el valor de l'antibiblioteca prové de la manera en què "desafia la nostra autoestima proporcionant un recordatori constant i molest de tot el que no sabem", fomentant la humilitat intel·lectual.